# اندیس لاتریت حیدر آباد
لاتریت حیدر آباد یک اندیس غیرفلزی است که در  استان آذربایجان غربی قرار دارد و مادهٔ معدنی موجود در آن، لاتریت است.سنگ میزبان این اندیس سنگهای کربناته و شیلهای آهندار است و دیرینگی آن به دوران پرمین می‌رسد. در این اندیس، پاراژنز‌های هماتیت-دیاسپور-ایلیت-کروندوم-روتیل یافت می‌شوند.